# Народно читалище „Виделина – 1908“
Народно читалище „Виделина – 1908“ в Панчарево е едно от първите в Софийска околия, основано през 1908 г. от панчаревеца Петър Панчев. Периодът между Балканските войни и Първата световна война е изключително тежък за дейността му, която по-късно се възражда от народния учител Димитър Пенев от Пазарджик.
През годините насърчава любителското фолклорно изкуство, сцената му е домакин на театрални постановки, кинопрожекции и фолклорни фестивали. Издирват се стари песни, предания, легенди, историята на селото и родовете му. Подпомага активно дейността на Фолклорен ансамбъл „Панчарево“, която печели все повече последователи.
Строителството на новата читалищна сграда от 1978 г. е реализирано под ръководството на организационен комитет от жители на кв. Панчарево: Председател Иван Палийски и членове Григор Шопов, Александър Тодоров, Трайчо Стоилов, Иван Бонев, Герой Будинов и др. Тя е една от най-масивните в околностите на София и със своя архитектурен облик допълва природните дадености на района.
Читалище „Виделина“ е носител на орден „Кирил и Методий“ I и II степен за цялостната си дейност. Понастоящем развива богата културно-образователна дейност, разделена по възрасти и жанр.

## Виншни препратки
- Сайт на Читалището Архив на оригинала от 2010-09-03 в Wayback Machine.